# Tordera (Grañanella)
Tordera es un núcleo de población que pertenece al municipio de Grañanella, en la provincia de Lérida, Cataluña, España. Su población es de 6 habitantes.

## Historia
A mediados del siglo XIX, el lugar contaba con una población censada de 14 habitantes. La localidad aparece descrita en el decimoquinto volumen del Diccionario geográfico-estadístico-histórico de España y sus posesiones de Ultramar de Pascual Madoz de la siguiente manera:

TORDERA: l. en la prov. de Lérida (7 1/3 leg.), part. jud. de Cervera (1), dióc. de Seo de ürgel (14 5/6), aud. terr. y c g. de Barcelona (15 1/2), ayunt. de Grañenella: sit. en la pendiente de una loma; su clima es templado en el verano, y frio en el invierno. Tiene 7 casas; igl. anejo de la Curullada dedicada á la Natividad de Ntra. Sra.; cementerio, y medianas aguas potables. Confina con Canós y Cardosa por el N.; E. Moncortés; S. Curullada, y O. el mencionado Canós. El terreno es de secano y de ínfima calidad. Los caminos dirigen á Tárrega y á Cervera, de cuyo último punto se recibe la correspondencia. prod.: trigo, cebada, centeno, escaña, aceite y vino; cria ganado vacuno, y caza de perdices y conejos. pobl.: 4 vec, 14 alm. cap. imp.: 6,441 rs. contr.: el 14'48 por 100 de esta riqueza.
(Madoz, 1849, p. 25)